# گوردون کلیتون (بازیکن فوتبال، زاده۱۹۱۰)
گوردون کلیتون (انگلیسی: Gordon Clayton; ۹ ژوئیهٔ ۱۹۱۰ – ۱۹۷۶ (۶۵−۶۶ سال)) بازیکن فوتبال اهل بریتانیا بود.
از باشگاه‌هایی که در آن بازی کرده‌است می‌توان به باشگاه فوتبال ولورهمپتون واندررز، باشگاه فوتبال استون ویلا، و باشگاه فوتبال برنلی اشاره کرد.